# Цзінь Юн
Цзінь Юн (金庸, 10 березня 1924 — 30 жовтня 2018) — китайський письменник-романіст, журналіст, підприємець, політичний критик, громадський діяч, почесний заступник голови Спілки письменників Китаю, один з головних укладачів «Основного закону Гонконзького спеціального адміністративного району КНР». Разом із Гу Луном і Лян Юйшеном зараховується до «Трьох видатних майстрів-письменників в жанрі уся».

## Життєпис
Народився 10 березня 1924 року у м. Хайнін провінції Чжецзян. Походив з родини спадкових вчених та чиновників. З 1929 року поступає до початкової школи свого міста. З 1936 до 1941 року навчається у середній школі декількох міст західного Китаю. У 1944 році поступає до дипломатичного відділення Чунцінського університету.
Згодом навчається на юридичному факультету Сучжоуського університету, який закінчив у 1948 році. З цього моменту починає співробітництво з газетами Шанхая. Втім вже того ж року переїздить до Гонконгу. У 1950 році на нетривалий час поступає до міністерства закордонних справ КНР, але внаслідок незгоди з політикою Комуністичної партії Китаю повертається до Гонконгу.
Перебуваючи у Гонконзі починає писати історичні романи, перший з яких опубліковано у 1955 році. З 1959 року видає щоденний журнал «Мінпяо», а згодом видає газети «Мінпяо дейлі Ньюз» та «Мінпяо Івнінг Ньюз». У 1960-ті роки починає також працювати у жанрі фантастики. У 1973 році встановлює товариські стосунки з керівництвом Китайської Республіки (на Тайвані). Вперше Цзінь Юн відвідав материковий Китай після тривалої відсутності у 1984 році, де зустрічався з Ден Сяопіном. У 1985 році увійшов до Редакційного комітету з вироблення Основного закону Гонконгу. 23 січня 1991 році його активи у медіа сфері були об'єднані у корпорацію «Мінпяо».

## Творчість
Написав 14 романів в жанрі уся (лицарський роман). Його твори були інсценовані в фільми, телесеріали, комп'ютерні ігри, карикатури і т. д. Найбільш відомі: «Небесний меч і Драконівська шабля», «Лицарські закохані зі святим орлом», «Легенда героїв, що стріляли орла», «Вісім небесних драконів», «Блукаючи по світу з посмішкою і гордістю», «Запис про оленя і триніжок», «Напівбоги і напівдемони». За багатьма його творам знято фільми та кіносеріали.

## Нагороди та звання
Лауреат вищого пошани Гонконгу — ордена «Великий китайський багряник». Також є кавалером орден Британської імперії у 1981 році, орден Почесного легіону у 1992 році, орден мистецтв і літератури у 2004 році. Також є почеснимим професоромом Пекінського університету, Чжецзянського університету, Нанкінського університету, Сучжоуйського університету, Національного університет Цінхуа, Гонконгського університету, Університет Британської Колумбії, університету провінції Сичуань.
На честь письменника названо астероїд — 10930 Цзіньюн.